# Far View Lodge
Le Far View Lodge est un hôtel américain situé dans le comté de Montezuma, au Colorado. Ce lodge opéré par Aramark est le seul établissement hôtelier au sein du parc national de Mesa Verde. Il se trouve sur Navajo Hill à peu de distance du Far View Visitor Center, un ancien office de tourisme.